# The Gifted (Fernsehserie)
The Gifted (englisch für Die Begabten) ist eine US-amerikanische Science-Fiction-Serie aus dem Jahr 2017, die im X-Men-Universum angesiedelt und mit der X-Men-Filmreihe verbunden ist. Es handelt sich um die zweite Fernsehserie nach Legion, die im X-Men-Universum spielt. Im April 2019 wurde bekannt, dass die Serie nach zwei Staffeln eingestellt wurde.

## Handlung
Als sie entdecken, dass ihre Kinder Mutantenfähigkeiten besitzen, begeben sich Reed und Caitlin Strucker, zusammen mit ihren Kindern Lauren und Andy, auf die Flucht vor der Regierung und schließen sich einer Gemeinschaft von Mutanten an, die sich selbst der Untergrund nennt und ums Überleben kämpft. Am Ende der ersten Staffel treten mehrere Mitglieder des Untergrunds dem Inneren Kreis bei und in der zweiten Staffel kommt es zum Konflikt zwischen diesen beiden Gruppierungen und anderen mit ihren eigenen extremen Ideologien.

## Entstehungsgeschichte
Die Serie spielt in einem weiteren der Zeitströme des fragmentierten X-Men-Universums, die mit dem Film X-Men: Zukunft ist Vergangenheit eingeführt worden waren. The Gifted entstand nach einer Idee von Matt Nix, der Showrunner der Serie ist und für die Umsetzung mit den Regisseuren Bryan Singer und Len Wiseman zusammenarbeitete. Die Musik hierfür wurde von John Ottman und David Buckley komponiert. Nix erklärte bei der Comic-Con in San Diego im Juli 2017, dass The Gifted zwar nicht in einer exakt gleichen Zeitlinie wie denen eines bestimmten Films oder eines Comics spielen werden, jedoch einige aus diesen bekannte Figuren in der Serie zu sehen sein sollen. Im Kern geht es in der Serie auch um Bürgerrechte.
Die Erstausstrahlung der Serie erfolgt seit dem 2. Oktober 2017 bei Fox. In Deutschland wurde The Gifted erstmals vom 17. Januar bis 28. März 2018 beim Pay-TV-Sender FOX gezeigt.
Anfang Januar 2018 wurde die Produktion einer zweiten Staffel verkündet. Im Rahmen der San Diego Comic-Con wurde im Juli 2018 ein Trailer für diese vorgestellt. In den USA wurde die erste Folge der zweiten Staffel am 25. September 2018 ausgestrahlt. In Deutschland wurde die zweite Staffel vom 7. November 2018 bis zum 27. Februar 2019 bei FOX gezeigt.

## Besetzung und Synchronisation
Die deutschsprachige Synchronisation der Serie erfolgt durch die Interopa Film GmbH, Berlin unter Dialogregie von Martin Westphal.

### Hauptrolle
| Schauspieler      | Bild              | Rolle                                    | Hauptrolle (Folgen) | Synchronsprecher  |
| ----------------- | ----------------- | ---------------------------------------- | ------------------- | ----------------- |
| Stephen Moyer     | Stephen Moyer     | Reed Strucker                            | 1.01–2.16           | Tobias Kluckert   |
| Amy Acker         | Amy Acker         | Caitlin Strucker                         | 1.01–2.16           | Cathlen Gawlich   |
| Natalie Alyn Lind | Natalie Alyn Lind | Lauren Strucker                          | 1.01–2.16           | Emily Gilbert     |
| Percy Hynes White | Percy Hynes       | Andy Strucker                            | 1.01–2.16           | Till Flechtner    |
| Blair Redford     |                   | John Proudstar / Thunderbird             | 1.01–2.16           | Simon Derksen     |
| Sean Teale        | Sean Teale        | Marcos Diaz / Eclipse                    | 1.01–2.16           | Henning Nöhren    |
| Jamie Chung       |                   | Clarice Fong / Blink                     | 1.01–2.16           | Verena Runne      |
| Emma Dumont       | Emma Dumont       | Lorna Dane / Polaris                     | 1.01–2.16           | Lydia Morgenstern |
| Coby Bell         | Coby Bell         | Jace Turner                              | 1.01–2.16           | Armin Schlagwein  |
| Skyler Samuels    | Skyler Samuels    | Esme Frost / Sophie Frost / Phoebe Frost | 1.08–2.16           | Luisa Wietzorek   |
| Grace Byers       | Grace Gealey      | Reeva Payge                              | 2.01–2.16           |                   |

### Nebenrolle
| Schauspieler           | Rolle                    | Nebenrolle (Folgen) | Synchronsprecher  |
| ---------------------- | ------------------------ | ------------------- | ----------------- |
| Hayley Lovitt          | Sage                     | 1.01–2.14           |                   |
| Dinarte de Freitas     | Pedro                    | 1.01–2.06           |                   |
| Jeff Daniel Phillips   | Fade / Tex               | 1.01–2.16           | Peter Flechtner   |
| Jermaine Rivers        | Shatter                  | 1.01–2.06           | Adam Nümm         |
| Joe Nemmers            | Agent Ed Weeks           | 1.01–1.10           | Uwe Büschken      |
| Garret Dillahunt       | Roderick Campbell        | 1.02–1.13           | Frank Röth        |
| Elena Satine           | Sonya Simonson / Dreamer | 1.02–1.10           | Melanie Isakowitz |
| Frances Turner         | Paula Turner             | 1.05–2.11           | Aline Staskowiak  |
| Renes Rivera           | Bulk                     | 1.08–2.16           |                   |
| Michael Luwoye         | Erg                      | 2.03–2.16           | Felix Würgler     |
| Tom O'Keefe            | Officer Ted Wilson       | 2.03–2.15           |                   |
| Peter Gallagher        | Benedict Ryan            | 2.05–2.16           |                   |
| Anjelica Bette Fellini | Rebecca Hoover / Twist   | 2.05–2.09           | Sarah Tkotsch     |

## Episodenliste

### Staffel 1
| Nr. (ges.) | Nr. (St.) | Deutscher Titel | Originaltitel        | Erstausstrahlung USA | Deutschsprachige Erstausstrahlung (D) | Regie               | Drehbuch                        |
| --- | --------- | --------------- | -------------------- | -------------------- | ------------------------------------- | ------------------- | ------------------------------- |
| 1 | 1         | eXponiert       | eXposed              | 2. Okt. 2017         | 17. Jan. 2018                         | Bryan Singer        | Matt Nix                        |
| Mutanten, Menschen mit besonderen Kräften, haben aufgrund ihrer Unterdrückung durch die Regierung einen Mutantenuntergrund geschaffen. Drei seiner Mitglieder, John Proudstar, Marcos Diaz und Lorna Dane, helfen in Atlanta der aus dem Gefängnis geflohenen Mutantin Clarice Fong, der Polizei zu entkommen, wobei Lorna jedoch gefasst wird. Während John und Marcos Clarice in die geheime Basis des Untergrunds bringen, wird Lorna, die Metall manipulieren kann, im Gefängnis von Staatsanwalt Reed Strucker verhört. Dessen Tochter Lauren begibt sich am Abend auf einen Schulball, auf den ihr jüngerer Bruder Andy sie begleitet. Als Andy vor Ort von drei älteren Schülern gemobbt wird, brechen seine Mutantenkräfte aus, durch die er die Turnhalle telekinetisch zerstört. Mit ihrer Fähigkeit, Luft zu einem Schild zu verdichten, schützt Lauren Andy und andere Anwesende vor den Trümmern, sodass sie aus dem Gebäude gelangen. Nachdem die beiden sich zuhause ihrer Mutter Caitlin anvertrauen, dringen Beamte der Sentinel Services, einer auf Mutanten spezialisierten Regierungsbehörde, in das Haus ein, um Lauren und Andy mitzunehmen. Die beiden weigern sich und ergreifen mit ihrer Mutter im Auto die Flucht. Caitlin informiert Reed, der sich umgehend auf den Weg zu seiner Familie macht und mit ihnen in einem Motel untertaucht. Über eine befreundete Kollegin erhält Reed den Kontakt zu Marcos und bittet ihn telefonisch um ein Treffen, wobei er ihm von der festgestellten Schwangerschaft seiner Freundin Lorna erzählt. Bei dem Treffen vereinbaren die beiden, sich gegenseitig zu helfen, Marcos Reed bei der Flucht seiner Familie nach Mexiko, Reed Marcos bei der Befreiung Lornas aus dem Gefängnis. Als Marcos sich in der Nacht mit der gesamten Familie trifft, werden sie von den plötzlich auftauchenden Sentinel Services überrascht, die sie mit Roboter-Spinnen jagen. Indem die mit John zur Hilfe eilende Clarice ihre Fähigkeit benutzt, Portale zu erschaffen, kann die Gruppe fliehen, bis auf Reed, der es nicht mehr rechtzeitig zum Portal schafft.                                      |           |                 |                      |                      |                                       |                     |                                 |
| 2 | 2         | rX              | rX                   | 9. Okt. 2017         | 24. Jan. 2018                         | Len Wiseman         | Matt Nix                        |
| Zurück im Unterschlupf des Mutantenuntergrunds bricht die von der Benutzung ihrer Kräfte erschöpfte Clarice zusammen und erleidet einen Schock. Während Caitlin aufgrund ihrer Tätigkeit als Krankenschwester erkennt, dass Clarice zur Stabilisation Medikamente aus dem Krankenhaus benötigt, öffnet diese in ihrer Ohnmacht unkontrolliert ein Portal zu einer Straße, was dort zu einem Autounfall führt. Lauren schafft es zunächst, das Portal mit ihren Kräften wieder zu schließen. Marcos und Caitlin suchen ein Krankenhaus auf, wo Marcos eine Schusswunde versorgen lässt, damit Caitlin als Krankenschwester verkleidet die Medikamente stehlen kann. Als der Arzt jedoch aufgrund einer Wunde an Caitlins Stirn annimmt, sie wäre Opfer von häuslicher Gewalt durch einen Mutanten, ihren Begleiter Marcos, geworden, und die Polizei ruft, ergreifen Marcos und Caitlin die Flucht. Im Gefängnis versucht Lorna, deren Kräfte von einem Halsband unterdrückt werden, sich mit einer Mutantin anzufreunden, jedoch ohne Erfolg. Als sie anschließend von einer Gruppe von Häftlingen verprügelt wird, kann sie sich mit einem kleinen Teil ihrer Kräfte zur Wehr zu setzen, was allerdings in ihrer Verlegung in die Einzelhaft resultiert. Im Mutanten-Stützpunkt öffnet sich ein weiteres Mal das Portal zur Straße, auf der sich mittlerweile ein SWAT-Team positioniert hat. Andy eilt herbei und schleudert die Polizisten mit seinen Kräften zurück, woraufhin sich das Portal wieder schließt. Danach beginnen jedoch unzählige Portale auf einmal, sich zufällig zu öffnen und wieder zu schließen, weshalb John das Gebäude zur Sicherheit evakuieren lässt. Erst als Marcos und Caitlin zurückkehren und Caitlin Clarice mit Verabreichung der Medikamente ruhigstellt, verschwinden die Portale wieder. Dem festgenommenen Reed wird derweil in einem Verhör durch den Leiter der Sentinel-Services-Einheit, Jace Turner, Terrorismus vorgeworfen und die Kooperation angeboten. Dieser sagt Reed erst zu, nachdem er sieht, wie auch seine Mutter verhört wird, und unter der Bedingung, dass seine Familie in Ruhe gelassen wird. |           |                 |                      |                      |                                       |                     |                                 |
| 3 | 3         | eXodus          | eXodus               | 16. Okt. 2017        | 31. Jan. 2018                         | Scott Peters        | Rashad Raisani                  |
| Auf Drängen von Marcos und Johns Freundin Sonya bittet John Clarice um Hilfe bei der Befreiung Lornas aus dem Gefängnis, die seit ihrem Zusammenbruch jedoch Probleme bei der Erschaffung von Portalen hat. Trotz der Warnung der Mutanten macht sich Caitlin in der Nacht mit Lauren und Andy heimlich auf den Weg zu ihrem Bruder Danny, von dem sie sich Hilfe erhofft. Mithilfe seiner ausgeprägten Sinne kann John am nächsten Tag deren Fährten lesen und nimmt mit Marcos die Verfolgung auf. Reed verrät Turner derweil, dass ihm bei seinem Treffen mit Marcos der Barkeeper aufgefallen sei, woraufhin Turner ihn mit einem Peilsender ausstattet und zum Barkeeper schickt. Reed kann diesen überreden, ihn zum Mutantenuntergrund zu bringen, und in der Nacht fahren sie zusammen mit einer verängstigten Mutantin und ihrer Tochter los. Als die Mutantin jedoch ihr Vertrauen gegenüber Reed ausspricht und diesen sein schlechtes Gewissen plagt, springt er aus dem Auto und wird vom verärgerten Turner wieder aufgesammelt. Nach Caitlin und ihren Kindern erreichen am nächsten Morgen auch John und Marcos Dannys Haus, vor dem sich währenddessen bewaffnete Bürger aus der Nachbarschaft versammeln, die vom Aufenthalt der Mutanten mitbekommen haben. Als sie sich gewaltsam Zutritt zum Haus verschaffen wollen, drängt Andy sie mit seinen Kräften zurück, sodass er und der Rest es zum Auto schaffen. Da sie anschließend allerdings von den Militanten verfolgt werden, bittet John Sonya am Handy um Unterstützung, woraufhin diese Clarice mit ihrer Mutantenkraft eine romantische Erinnerung mit John einflößt. Dadurch motiviert gelingt es Clarice, auf der Straße, auf der das Auto angefahren kommt, ein Portal zu erzeugen und es vor den Verfolgern wieder zu schließen. Turner wird schließlich von einem Wissenschaftler kontaktiert, der Interesse an Lauren und Andy Strucker äußert, was Turner aber ablehnt. Andernorts trifft sich Caitlin mit ihrem Bruder, der herausfinden konnte, dass Reed und Lorna Dane in eine Hochsicherheitseinrichtung verlegt werden.                                             |           |                 |                      |                      |                                       |                     |                                 |
| 4 | 4         | eXit            | eXit strategy        | 23. Okt. 2017        | 7. Feb. 2018                          | Karen Gaviola       | Meredith Lavender & Marcie Ulin |
| Ein Rückblick zeigt, wie John und Marcos vor zwei Jahren bei dem Versuch, Mutanten aus einer Umsiedlungseinrichtung zu befreien, sechs ihrer Mitstreiter verlieren, darunter Pulse. In der Gegenwart suchen Marcos und John nach Unterstützern für die Befreiung von Lorna und Reed, wofür sich jedoch nur Clarice, Sonya, Caitlin und der Mutant Harry melden. Auf Caitlins Vorschlag beschließen sie, Lorna und Reed während des Transports zu befreien, zu dem Marcos entsprechende Informationen vom Drogenkartell erhalten möchte, für das er einst gearbeitet hat. In dessen Club wird er von seiner ehemaligen Freundin Carmen begrüßt, die ihm offenbart, dass sie die Führung des Kartells von ihrem Vater übernommen hat. Als Gegenleistung für die Informationen verlangt Carmen von Marcos, dass er einen Mann foltert, was er widerwillig befolgt, indem er ihn mit den Lichtstrahlen aus seinen Händen blendet. Mithilfe der Informationen plant die Gruppe, dass Lauren und Andy den Transportbus mit ihren Kräften zum Stehen bringen, sodass Clarice Lorna und Reed mit einem Portal befreien kann. Nebenbei klärt John Clarice darüber auf, dass ihre romantische Begegnung nie stattgefunden hat. Das Team bringt sich schließlich in Stellung, um den Transportkonvoi abzufangen, und Lauren und Andy gelingt es, diesen zum Stehen zu bringen. Als plötzlich jedoch die Kräfte der Mutanten ausfallen, wird Harry, der seinen Körper tarnen kann, angeschossen. Wie John feststellt, liegt das an der Mutantenkraft von Pulse, der vor zwei Jahren in Wahrheit nicht gestorben ist, sondern von den Sentinel Services aufgenommen wurde. Während Caitlin Lauren und Andy mit dem Auto zurück zum Untergrund schickt, kämpft sich John bis zu Pulse durch und schlägt ihn K.o. Mit ihren zurückerhaltenen Kräften bringt Clarice Sonya, Harry und sich selbst durch ein Portal aus der Gefahrenzone und Lorna, die anstelle des Halsbands mit einer Halsfessel im Wagen fixiert wurde, kann sich und Reed befreien. Zusammen mit John, Marcos und Caitlin gelingt ihnen in einem Sentinel-Services-Auto die Flucht.                      |           |                 |                      |                      |                                       |                     |                                 |
| 5 | 5         | eXtrahiert      | boXed in             | 30. Okt. 2017        | 14. Feb. 2018                         | Jeremiah S. Chechik | Jim Campolongo                  |
| John führt die Gruppe zu zwei abgestellten Autos, von denen eines er, Reed und Caitlin benutzen, um zum Untergrund zurückzukehren, während Marcos und Lorna im anderen eine sich nähernde Drohne der Sentinel Services weglocken, welche sie später auf der Straße zerstören. Zurück im Unterschlupf muss John feststellen, dass immer mehr Mutanten Zuflucht suchen, da die Sentinel Services diese aus dem umliegenden Gebiet vertreiben. Nach dem herzlichen Wiedersehen mit seinen Kindern erkennt Reed anhand des Polizeifunks, den der Untergrund abhört, dass die Polizei Einheiten in der Umgebung stationiert, um den Mutantenuntergrund ausfindig zu machen. Marcos und Lorna geraten mit ihrem Auto in eine Straßensperre von Turner, den Lorna kurzerhand als Geisel nimmt. In einer Lagerhalle fragt sie ihn darüber aus, warum Pulse für die Sentinel Services arbeitet, doch Turner gibt lediglich preis, dass seine Tochter vor vier Jahren am Rande einer Demonstration, die eskaliert ist, von der Kraft eines Mutanten getötet wurde. Caitlin, Lauren und Andy retten unterdessen dem verwundeten Harry das Leben, indem Caitlin die Patrone entfernt, Andy ihm Blut spendet und Lauren eine verletzte Arterie mit ihrer Kraft verschließt. Um die Polizei auf eine falsche Fährte zu locken, lässt Reed sich derweil an einem entfernten Ort von Überwachungskameras sichten und verschwindet anschließend mit der Hilfe des Barkeepers Fade, der sich und andere Dinge unsichtbar machen kann. Marcos ruft schließlich Sonya und Clarice durch ein Portal herbei, damit Sonya mit ihrer Kraft in Turners Erinnerungen blickt. Als jedoch die Sentinel Services erscheinen und beginnen, das Gebäude zu stürmen, muss Sonya Turner unter dem Einfluss ihrer Kraft zurücklassen und mit dem Rest durch ein Portal fliehen. Nachdem Clarice erkennt, dass Sonya ihr die Erinnerung mit John eingeflößt hat, wirft sie ihr das wütend vor. Als Folge der Erinnerungsmanipulation erwartet Turner zu Hause seine Tochter und muss von seiner Frau darüber aufgeklärt werden, dass diese vor vier Jahren gestorben ist.                       |           |                 |                      |                      |                                       |                     |                                 |
| 6 | 6         | eXkursion       | got your SiX         | 6. Nov. 2017         | 21. Feb. 2018                         | Craig Siebels       | Melinda Hsu Taylor              |
| In Turners Erinnerungen konnte Sonya ein Gebäude sehen, das Reed nach ihren Zeichnungen als ein Justizgebäude in Baton Rouge identifiziert. Da die Gruppe dort mehr Informationen zu den Mutanten, die für die Sentinel Services arbeiten, vermutet, planen sie einen Einbruch, wofür John Clarice um Hilfe bittet. Noch immer enttäuscht über Sonyas Tat und Johns Schweigen verlässt diese jedoch den Stützpunkt. Obwohl er aufgrund seines mentalen Zustands beurlaubt wurde, kehrt Turner in sein Büro zurück und einigt sich auf eine Kooperation mit dem Wissenschaftler Roderick Campbell, der ihn wegen der Strucker-Kinder kontaktiert hatte. Nachdem Andy vorschlägt, mit seiner Kraft die Mauern des Gebäudes zu zerstören, nimmt Marcos Reed und Andy mit nach Baton Rouge. Auf dem Weg dorthin gerät der LKW, in dessen Laderaum sie transportiert werden, allerdings in eine Polizeikontrolle, woraufhin Marcos das Licht aus dem Laderaum absorbiert, sodass der Beamte sie nicht sieht. Während John die Basis für einen möglichen Krieg mit Barrikaden verstärkt, trainiert Lorna Lauren und drei andere jugendliche Mutanten für den Kampf. Lauren beginnt, sich mit einem von ihnen, Wes, der Illusionen erzeugen kann, anzufreunden. In Baton Rouge angekommen durchbricht Andy die Wand eines Parkhauses und verschafft Marcos und Reed damit Zugang zum Justizgebäude. Im Inneren gelingt es ihnen, Akten und Festplatten aus einem Büro zu stehlen und zu fliehen, bevor die Polizei erscheint. Als der LKW auf dem Rückweg jedoch von einem Streifenwagen verfolgt wird, bittet Marcos John telefonisch um Hilfe. Dieser informiert Lorna, welche Lauren und Wes mit zu einer Straßensperre nimmt. Dank einer Brücke aus Luft von Lauren schafft es der LKW, die Straßensperre zu überqueren, während Lorna den Beschuss der Beamten abwehrt. Wes erzeugt anschließend eine Illusion, mit der er die verfolgenden Fahrzeuge in eine falsche Richtung lockt. Zurück in der Zentrale wird Marcos in der Nacht von Carmen angerufen, die als Teil ihres Deals seine Hilfe einfordert.                                                   |           |                 |                      |                      |                                       |                     |                                 |
| 7 | 7         | eXtrem          | eXtreme measures     | 13. Nov. 2017        | 28. Feb. 2018                         | Stephen Surjik      | Michael Horowitz                |
| Mit der Drohung, ihn an die Sentinel Services zu verraten, bringt Carmen Marcos dazu, am nächsten Tag zu ihr zu kommen. Er erhält von ihr den Auftrag, mit ein paar anderen die Drogenlieferung eines Konkurrenten, der russischen Mafia, zu überfallen und die Drogen zu vernichten. Da die bisherigen Methoden zum Aufspüren des Mutantenuntergrunds erfolglos waren, möchte Dr. Campbell vermehrt die rekrutierten Mutanten für die Sentinel Services einsetzen, was Turner gegenüber einer davon abgeneigten Vertreterin des Justizministeriums durchsetzt. Nachdem Reed Lauren eine Polizeiakte zeigt, deren Beschreibung auf Wes zutrifft, konfrontiert Lauren Wes damit und dieser gibt zu, dass er früher aus der Not heraus kriminell gewesen ist. John spürt mithilfe seiner Fähigkeit Clarice auf und hilft ihr, die Straße zu finden, zu der sie unkontrolliert die Portale geöffnet hatte. Diese führt sie zu einem abgelegenen Grundstück, auf dem Clarice einst von Pflegeeltern großgezogen wurde. Im Inneren des Hauses entdecken sie jedoch nur noch Einschusslöcher und Blutlachen, was Clarice dazu veranlasst, zum Untergrund zurückzukehren. Als Lorna anhand mehrerer Indizien erkennt, dass Marcos sich wieder mit dem Kartell eingelassen hat, begibt sie sich mit Sonya zu dessen Anwesen und zwingt zwei Wachen preiszugeben, wo das Kartell gerade tätig ist. Vor Ort beobachten sie dann den Überfall, bei dem Marcos die Drogen der russischen Mafia verbrennt, wofür Lorna ihn später im Stützpunkt wütend zur Rede stellt. Auf die Ermutigung von Reed hin erzählt Wes dem Untergrund von seiner Vorgeschichte, der ihn aufgrund der vorangegangenen Verheimlichung bittet, mit anderen Mutanten in ein anderes Lager umzuziehen. Lauren verabschiedet sich mit einem Kuss von Wes. Die Computerspezialistin Sage konnte in der Zwischenzeit eine Festplatte entschlüsseln und hat herausgefunden, dass das Programm zur Rekrutierung von Mutanten von Trask Industries geleitet wird. Deren Wissenschaftler Dr. Campbell stellt diese Mutanten, die er „Hounds“ nennt, schließlich Turner vor.                              |           |                 |                      |                      |                                       |                     |                                 |
| 8 | 8         | eXzeptionell    | threat of eXtinction | 20. Nov. 2017        | 7. März 2018                          | Steven DePaul       | Carly Soteras                   |
| Da sein Vater Otto lange Zeit für Trask Industries gearbeitet hat, beschließt Reed, diesen zu besuchen, auch wenn er ihn seit zwanzig Jahren nicht mehr gesehen hat. Als John, Marcos und Clarice eine Gruppe Mutanten, die von den Sentinel Services vertrieben wurden, darunter die Telepathin Esme, aus einem Versteck abholen, entpuppt sich eine Mutantin als Hound und greift sie mit ihrer Fähigkeit, sich übernatürlich schnell zu bewegen, an. Mit vereinten Kräften können Marcos, John und Clarice sie stoppen und später in der Basis in eine Zelle sperren. Zusammen mit John begibt sich Reed zu seinem Vater, der ihm nach anfänglichem Zögern erzählt, dass sein Vater Andreas von Strucker und dessen Schwester Andrea Terroristen mit den gleichen Kräften wie Lauren und Andy waren. Wenn sie sich an den Händen hielten, konnten sie als „Fenris“ gewaltige Zerstörung verursachen. Otto gelang es in einem Experiment zwar, das X-Gen bei Reed zu unterdrücken, um ihm ein normales Leben zu ermöglichen, doch bei Lauren und Andy kam das X-Gen wieder hervor. Dr. Campbell erscheint schließlich mit den Sentinel Services und Pulse vor dem Haus, um es zu durchsuchen. Während Reed und John im Obergeschoss zurückbleiben, stellt sich Otto den Eindringlingen im Erdgeschoss in den Weg und erzeugt mit seinen Händen eine Explosion, wobei er erschossen wird. Die Explosion tötet allerdings Pulse und schlägt den Rest in die Flucht. Im Stützpunkt erkennt Marcos, dass die gefangene Mutantin, Chloe, von der Mutantendroge „Kick“ abhängig ist. Nachdem sie sie mit einem Betäubungsmittel ruhigstellen und fixieren, verabreichen sie ihr zur Konzentration ein Aufputschmittel, das es Esme ermöglicht, Chloes Gedanken zu lesen. In diesen sieht sie das Gebäude von Trask Industries, in dem die Mutanten abhängig gemacht wurden, bevor Chloe stirbt. Clarice bittet Sonya derweil, einer jungen traumatisierten Mutantin, die bei den gleichen Pflegeeltern wie sie gelebt hat und deren Ermordung durch die Sentinel Services mit ansehen musste, die Erinnerung daran zu nehmen.                                    |           |                 |                      |                      |                                       |                     |                                 |
| 9 | 9         | ausgetriXt      | outfoX               | 4. Dez. 2017         | 14. März 2018                         | Liz Friedlander     | Brad Marques                    |
| Da neben den Hounds auch ihre Familie bei Trask gefangen gehalten wird, drängt Esme auf eine sofortige Rettungsmission, wofür die Gruppe im Stützpunkt aber zunächst einen Plan schmieden will. Um sie anzutreiben, redet Esme John wegen Pulse ein schlechtes Gewissen ein und flößt Lorna in der Nacht einen Alptraum davon ein, wie ihre Freunde und ihr Baby bei Trask eingesperrt sind. Während Dr. Campbell mit schweren Verbrennungen im Krankenhaus behandelt wird, ahnt Turner, dass der Mutantenuntergrund als nächstes die Hounds aus dem Trask-Gebäude befreien will. Nachdem Sage eine unter Trask-Mitarbeitern beliebte Bar ausfindig macht, suchen Lorna und Sonya diese auf und erhalten dank Sonyas Kraft von einem Mitarbeiter wichtige Informationen über das Trask-Gebäude. Reed erzählt seiner Familie von Otto und Fenris, woraufhin sie testen wollen, ob auch Lauren und Andy ihre Kräfte verbinden können. Die beiden halten sich an den Händen und entwickeln tatsächlich eine gemeinsame Energie, von der sie im Anschluss behaupten, dass sie damit das Gebäude hätten zerstören können. Das Team beschließt, dass Lauren und Andy mit der Hilfe von Clarice und Sonya ein Umspannwerk lahmlegen, sodass bei Trask kurzzeitig der Strom ausfällt und John, Marcos, Lorna und Esme die Mutanten befreien können. Vor Ort verschafft Clarice sich, Sonya, Lauren und Andy mit einem Portal Zutritt zum Umspannwerk. Turner fällt derweil die Krankschreibung des Mitarbeiters aus der Bar auf, der kurz zuvor auf Daten des Umspannwerks zugegriffen hat, und schickt ein Spezialkommando dorthin. Durch dieses sowie eine Roboter-Spinne wird zuerst Clarice und dann Sonya gefangen genommen. John, Marcos, Lorna und Esme bemerken das Auffliegen der anderen Gruppe und ziehen sich vom Trask-Gebäude zurück. Lauren und Andy stehen kurz davor, ihre Kräfte im Verbund einzusetzen, was Andy aber aufgrund der potentiellen Opfer im gesamten Gebäude abbricht. Stattdessen lassen sie sich vom anrückenden Spezialkommando festnehmen.                                                                                       |           |                 |                      |                      |                                       |                     |                                 |
| 10 | 10        | eXploitiert     | eXploited            | 11. Dez. 2017        | 21. März 2018                         | Craig Siebels       | Jim Campolongo                  |
| Lauren, Andy, Sonya und Clarice werden mit Halsbändern versehen und zu Dr. Campbell bei Trask gebracht, der dank der Kraft eines Mutanten wieder genesen ist. Dieser will Lauren und Andy zwingen, in einem mit Adamantium ausgekleideten Raum ihre Kräfte kombiniert einzusetzen, wogegen diese sich zunächst wehren. Während die Mutanten eine erneute Befreiungsmission in Erwägung ziehen, suchen Reed und Caitlin, von Esme ermutigt, Turner in seinem Wohnhaus auf, dessen Adresse auf den gestohlenen Festplatten zu finden war. In Anwesenheit seiner Frau bitten sie Turner, die Mutanten, die bei Trask gequält werden, in ein Gefängnis zu überführen, statt sie Campbells Experimenten zu überlassen. Insbesondere seine Frau überredet Turner im Anschluss, auf Reed und Caitlin zu hören. Nachdem sich Lauren und Andy weiterhin weigern, ihr Kräfte gemeinsam einzusetzen, droht Campbell, Clarice und Sonya zu erschießen. Als Sonya ihnen durch Zurufen davon abrät, Campbell zu gehorchen, erschießt dieser Sonya. Um Clarice vor demselben Schicksal zu bewahren, vereinen Lauren und Andy ihre Kräfte, woraufhin sie zusammen eine enorme Druckwelle erzeugen. Zufrieden mit den gewonnenen Daten sperrt Dr. Campbell sie wieder ein, allerdings erscheint anschließend Turner mit den Sentinel Services, um die gefangenen Mutanten zurück ins Gefängnis zu transportieren. Esme hat derweil der Gruppe im Stützpunkt von Reeds und Caitlins Unternehmung berichtet, und als ein Späher sie über die Ankunft einen Transportwagens der Sentinel Services bei Trask informiert, beschließen sie, die Mutanten zu befreien. Bei Trask schleicht sich Marcos mit Esme an einen Begrenzungszaun heran, wo er von ihr mit einem Taser außer Gefecht gesetzt wird. Anschließend nutzt Esme ihre Kraft, Gedanken zu kontrollieren, um einen Sentinel-Services-Agenten zum Abschalten der Halsbänder zu bewegen. Danach steigen zwei Mutanten aus dem Transportbus, die identisch zu Esme aussehen, und gemeinsam befehlen sie den restlichen Agenten, sich gegenseitig zu töten.                                                               |           |                 |                      |                      |                                       |                     |                                 |
| 11 | 11        | 3 X 1           | 3 X 1                | 1. Jan. 2018         | 21. März 2018                         | David Straiton      | Melinda Hsu Taylor              |
| Nach ihrer Flucht von Trask berichten die Schwestern Esme, Sophie und Phoebe Frost ihrer Organisation, dem Hellfire Club, von den Geschehnissen, während die Mutanten des Untergrunds eine Bestattung für Sonya abhalten. Als die Frost-Schwestern noch einmal den Untergrund aufsuchen, um ihn um Hilfe beim endgültigen Ausschalten des Hound-Programms sowie der Sentinel Services zu bitten, entbrennt bei den Mutanten eine Debatte darüber, ob man mit den skrupellosen Schwestern kooperieren sollte. Nach dem Tod seiner Sentinel-Services-Kollegen einigt sich Turner mit Campbell wieder auf die Zusammenarbeit, woraus Campbell Zuversicht zieht, dass sein Programm den Krieg zwischen Menschen und Mutanten beenden wird. Reed und Caitlin beschließen zur Sicherheit der Familie, mit ihren Kindern weiter nach Mexiko zu ziehen und legen auf dem Weg dorthin einen Zwischenstopp in einem Mutantenunterschlupf in Fairburn ein, wo sie u. a. auf Wes treffen. In der Nacht besuchen zwei der Frost-Schwestern Andy und Lorna und versuchen sie von der Zusammenarbeit zu überzeugen. Am nächsten Tag greifen die Sentinel Services mit den Hounds überraschend die Basis in Fairburn an, wobei zwei Hounds, verbunden durch eine mechanische Manschette, die Campbell mithilfe der von Lauren und Andy gewonnenen Erkenntnisse entwickelt hat, mit Druckwellen das Gebäude zerstören. John, Marcos, Lorna und Clarice eilen mit dem Auto zur Hilfe und fliehen mit den Struckers und Wes durch den Wald. Mit ihrer Telepathie führen Esme, Sophie und Phoebe die Gruppe zu sich an eine Straße, wo sie mit Autos die Flucht ergreifen. Den Einsatz nehmen Campbell und Turner anschließend gegenüber einem Vertreter des Justizministeriums als Beweis für die Nützlichkeit des Hound-Programms. Zurück im Stützpunkt stimmen John, Marcos und Lorna gegenüber den Frost-Schwestern einer Zusammenarbeit mit dem Hellfire Club zu, ohne jedoch zu wissen, dass die drei den Sentinel Services erst den anonymen Hinweis auf die Basis in Fairburn gegeben haben.                                                                             |           |                 |                      |                      |                                       |                     |                                 |
| 12 | 12        | eXtraktion      | eXtraction           | 15. Jan. 2018        | 28. März 2018                         | Scott Peters        | Michael Horowitz                |
| Auf Vorschlag der Frost-Schwestern beschließt die Gruppe im Mutantenuntergrund, Dr. Campbell bei einem anstehenden Anti-Mutanten-Gipfel in Charlotte zu entführen und ihn zum Beenden des Hound-Programms zu zwingen. Bei Recherchen zur Forschung seines Vaters entdeckt Reed zusammen mit Sage, dass Trask Kontakt zu der Arbeitsstelle seiner Mutter Ellen aufgenommen hat, und fährt mit seiner Familie dorthin. Während Reed und Caitlin Ellen die Wahrheit über Otto erzählen, beobachten Lauren und Andy im Auto die Ankunft zweier Sentinel-Services-Agenten. Nachdem Andy diese gegen Laurens Willen zu Boden wirft, blockt Lauren ihn mit einem Luftwall, woraufhin die beiden ihre Kräfte gegeneinander richten. Anschließend erscheinen Reed, Caitlin und Ellen und fahren mit den beiden davon. Später beteuert Ellen auf Nachfrage von Reed und Caitlin, nichts von Ottos Forschungen gewusst zu haben, und nennt ihnen lediglich eine Wissenschaftlerin, mit der Otto viel Zeit verbracht hat. Danach verabschiedet sie sich, um bei einem entfernt lebenden Freund unterzukommen. In Charlotte haben die Frost-Schwestern derweil ein Haus als Operationsbasis bereitgestellt und mit John, Marcos, Lorna und Clarice den Unternehmer und Mutanten-Gegner Franklin Bennett auf den Weg zum Gipfel abgefangen. Auf diesem macht sich Campbell unterdessen mit dem Senator Montez vertraut, der ebenfalls mit strengen Maßnahmen gegen Mutanten vorgehen will. Angesprochen auf ihre Auseinandersetzung erzählt Lauren ihrer Mutter besorgt von Andys aufkommenden Sympathien für Andreas und Andrea von Strucker. Mit Bennett unter telepathischer Kontrolle verschafft sich die Mutantengruppe als dessen Begleiter getarnt Zutritt zum Gipfel und durch ein Portal gelangen Clarice, John und Marcos in das Gebäude. Dank seiner Kräfte kann John Campbell aufspüren, doch als sie auf ihn treffen, stellt dieser sich in eine Gruppe von Kindern, wodurch die Mutanten nichts ausrichten können. Im Anschluss werden sie von Wachen unter Beschuss genommen.                                                                               |           |                 |                      |                      |                                       |                     |                                 |
| 13 | 13        | eXtermination   | X-roads              | 15. Jan. 2018        | 28. März 2018                         | Stephen Surjik      | Matt Nix & Jim Garvey           |
| Ein Rückblick zeigt, wie Lorna während ihres Aufenthaltes in einer psychiatrischen Klinik vor vier Jahren Besuch von einer Frau namens Evangeline erhält, die sie für die Gründung des Mutantenuntergrunds anwerben will. In der Gegenwart gelangen Clarice, John und Marcos durch ein Portal nach draußen und ergreifen mit Lorna und den Frost-Schwestern die Flucht. Den Sentinel Services um Turner gelingt es dank der vereinten Kräfte zweier Hounds, den Weg der Struckers von Ellens Arbeitsstelle zurück zum Untergrund zu verfolgen. Trotz der Angst, die ein Mutant des Untergrunds mit seiner Kraft zur Abschreckung unerwünschter Personen verbreitet, lässt Turner seine Agenten durch den Wald vorrücken. Im Haus der Frosts stellen Marcos, John und Clarice derweil fest, dass Lorna mit zwei der Schwestern zum Flughafen aufgebrochen ist, von dem aus Dr. Campbell mit Senator Montez nach Washington, D.C. fliegen will, um dort das Hound-Programm vorzustellen. Im Mutanten-Stützpunkt werden Maßnahmen getroffen, um sich gegen die Sentinel Services zu wappnen, wie das Durchbrechen einer Wand im Keller, um auf der Hinterseite des Hauses zu fliehen. Während ein Teil der Gruppe die Sentinel Services solange wie möglich abwehrt, gräbt der Rest durch die Kellerwand ein Loch nach draußen, durch das schließlich alle fliehen können. Um die Hounds aufzuhalten, stellen sich Lauren und Andy ihnen in den Weg und setzen ihre Kräfte gemeinsam ein, woraufhin das gesamte Gebäude zerstört wird. Marcos, John und Clarice finden Lorna am Flughafen und versuchen sie zu besänftigen. Nachdem dies misslingt, bringt Lorna das startende Flugzeug, in dem Campbell und Montez sitzen, mit ihren Kräften zum Absturz und verschwindet anschließend. Als Turner von seinen Vorgesetzten für den fehlgeschlagenen Einsatz verantwortlich gemacht wird, kündigt er. Die Mutanten kommen in einem Lager in Nashville unter, wo sie von den Frost-Schwestern und Lorna aufgesucht werden. Ihrem Angebot, sich dem Hellfire Club anzuschließen, folgen einige Mutanten, darunter auch Andy.                                      |           |                 |                      |                      |                                       |                     |                                 |

### Staffel 2
| Nr. (ges.) | Nr. (St.) | Deutscher Titel          | Originaltitel     | Erstausstrahlung USA | Deutschsprachige Erstausstrahlung (D) | Regie                 | Drehbuch                         |
| ---------- | --------- | ------------------------ | ----------------- | -------------------- | ------------------------------------- | --------------------- | -------------------------------- |
| 14         | 1         | eMergenz                 | eMergence         | 25. Sep. 2018        | 7. Nov. 2018                          | Robert Duncan McNeill | Matt Nix                         |
| 15         | 2         | träuMe                   | unMoored          | 2. Okt. 2018         | 14. Nov. 2018                         | Steven DePaul         | Rashad Raisani                   |
| 16         | 3         | koMplikationen           | coMplications     | 9. Okt. 2018         | 21. Nov. 2018                         | Michael Goi           | Michael Horowitz                 |
| 17         | 4         | übertruMpft              | outMatched        | 16. Okt. 2018        | 28. Nov. 2018                         | Deran Sarafian        | Marta Gené Camps                 |
| 18         | 5         | trauMata                 | afterMath         | 30. Okt. 2018        | 5. Dez. 2018                          | Scott Peters          | Melissa R. Byer & Treena Hancock |
| 19         | 6         | bestiMmung               | iMprint           | 6. Nov. 2018         | 12. Dez. 2018                         | Michael Goi           | Dawn Kamoche & Ariella Blejer    |
| 20         | 7         | kein erbarMen            | no Mercy          | 13. Nov. 2018        | 19. Dez. 2018                         | Nina Lopez-Corrado    | Brad Marques                     |
| 21         | 8         | der trauM                | the dreaM         | 27. Nov. 2018        | 26. Dez. 2018                         | Robert Duncan McNeill | Carly Soteras                    |
| 22         | 9         | gaMe changer             | gaMe changer      | 4. Dez. 2018         | 2. Jan. 2019                          | Allison Liddi-Brown   | Melinda Hsu Taylor               |
| 23         | 10        | der feind Meines feindes | eneMy of My eneMy | 1. Jan. 2019         | 9. Jan. 2019                          | Gregory Prange        | Michael Horowitz                 |
| 24         | 11        | meMento                  | meMento           | 8. Jan. 2019         | 16. Jan. 2019                         | Maggie Kiley          | Jim Garvey                       |
| 25         | 12        | heiMat                   | hoMe              | 15. Jan. 2019        | 23. Jan. 2019                         | Dawn Wilkinson        | Marta Gené Camps                 |
| 26         | 13        | in versuchung koMmen     | teMpted           | 22. Jan. 2019        | 30. Jan. 2019                         | Jonathan Frakes       | Melissa R. Byer & Treena Hancock |
| 27         | 14        | unheilvolle Misere       | calaMity          | 12. Feb. 2019        | 13. Feb. 2019                         | Stephen Surjik        | Jason Lazarcheck                 |
| 28         | 15        | Monster                  | Monsters          | 19. Feb. 2019        | 20. Feb. 2019                         | Scott Peters          | Carly Soteras                    |
| 29         | 16        | oMen                     | oMens             | 26. Feb. 2019        | 27. Feb. 2019                         | Robert Duncan McNeill | Matt Nix                         |

## Rezeption
Die erste Staffel der Serie wurde bislang von 76 Prozent der Kritiker bei Rotten Tomatoes positiv bewertet.